# Eugeniusz Kloc
Eugeniusz Kloc (ur. 7 lutego 1947 w Katowicach, zm. 17 grudnia 1994 w Paryżu) – polski opozycjonista, współpracownik Komitetu Obrony Robotników, Komitetu Samoobrony Społecznej „KOR” i Niezależnej Oficyny Wydawniczej NOWA.

## Życiorys
W latach 1967–1972 studiował polonistykę na Uniwersytecie Warszawskim, uczestniczył w protestach studenckich w marcu 1968 oraz w proteście przeciwko interwencji wojsk Układu Warszawskiego w Czechosłowacji, był zaliczany do tzw. "komandosów. W 1973 podjął pracę w Instytucie Książki i Czytelnictwa Biblioteki Narodowej. Od 1976 uczestniczył w akcji pomocy robotnikom represjonowanym po protestach w czerwcu 1976 w Radomiu, był współpracownikiem KOR, a od 1977 KSS „KOR”, w maju 1977 uczestniczył w głodówce przeciwko aresztowaniu członków i współpracowników KOR-u, która odbywała się w Kościele św. Marcina w Warszawie. We wrześniu 1977 podpisał Deklarację Ruchu Demokratycznego – dokument programowy opozycji "korowskiej". Od 1977 był współpracownikiem Niezależnej Oficyny Wydawniczej NOWA, dla której poszukiwał miejsc składowania i składania książek, zajmował się także kolportażem wydawnictw podziemnych. Od wiosny 1978 należał także do redakcji pisma "Biuletyn Informacyjny KSS „KOR”". W październiku 1979 uczestniczył w głodówce w Kościele Świętego Krzyża w Warszawie na znak solidarności z więzionymi członkami Karty 77. Od września 1980 był członkiem NSZZ „Solidarność”. Został internowany 13 grudnia 1981, przebywał w Białołęce, Jaworzu i Darłowie, zwolniono go 9 lipca 1982. Następnie w dalszym ciągu współpracował z NOWĄ. W 1984 wyjechał z rodziną do Francji. Współpracował tam z pismem "Kontakt" Mirosława Chojeckiego (przy pracach technicznych) i Sewerynem Blumsztajnem (dla pisma "Bulletin d’Information du Comité Solidarite à Paris"), od maja 1988 uczestniczył w zespole wspierającym strajkujących i opozycję w Polsce.
Za działalność opozycyjną w PRL został w 2008 odznaczony Krzyżem Oficerskim Orderu Odrodzenia Polski (M.P. z 3.03.2009 nr 13, poz. 163).